# Diphysa microphylla
Diphysa microphylla är en ärtväxtart som beskrevs av Per Axel Rydberg. Diphysa microphylla ingår i släktet Diphysa och familjen ärtväxter. Inga underarter finns listade i Catalogue of Life.